# Норбу, Таши
Таши Норбу (англ. Tashi Norbu, род. в 1960 году, Тхимпху) — бутанский музыкант, играющий традиционную бутанскую музыку. Он получил образование в North Eastern Hill в Индии.
С юности он опасался исчезновения традиционной музыки, поэтому он организовал свою группу, состоящую из народных музыкантов. Таши Норбу посвящает своё творчество сохранению и наследованию традиционной бутанской культуры.
В 2005 году он стал лауреатом премии Fukuoka Asian Culture Prize.

## Дискография
- Zangtho Pelri (CD)
- Om Mani Padme Hum (CD)
- Mantra of the Olotus Born (CD)
- Mantra of Medicinal Buddha (CD)
- Ap Wangdugey (Видео)
- Daw Butsu (Видео)
- Gukor (Видео)